# Sumi Koshiro
Sumi Koshiro (sinh ngày 13 tháng 8 năm 2002) là một cầu thủ bóng đá người Nhật Bản.

## Sự nghiệp câu lạc bộ
Sumi Koshiro hiện đang chơi cho FC Tokyo.